# Rivière aux Harts
Pour les articles homonymes, voir Hart.
La rivière aux Harts est un ruisseau, affluent de la Grande Décharge et de la rivière Saguenay, coulant sur la rive nord-ouest du fleuve Saint-Laurent, dans les municipalités de L'Ascension-de-Notre-Seigneur et de la ville d’Alma, dans la municipalité régionale de comté (MRC) de Lac-Saint-Jean-Est, dans la région administrative de Saguenay-Lac-Saint-Jean, dans la Province de Québec, au Canada.
Le bassin versant de la rivière aux Harts est surtout desservi par l’avenue du Pont Nord, le chemin Saint-François, la rue Joseph-W.-Foley qui devient la route de l’Église vers le nord et le chemin du 7e rang Ouest dans L'Ascension-de-Notre-Seigneur,.
L’agriculture constitue la principale activité économique du bassin versant ; la foresterie, en second.
La surface de la Rivière aux Harts est habituellement gelée de la fin novembre au début avril, toutefois la circulation sécuritaire sur la glace se fait généralement de la mi-décembre à la fin mars.

## Géographie
Les principaux bassins versants voisins de la Rivière aux Harts sont :
- Côté nord : Rivière Péribonka, rivière Alex ;
- Côté est : Rivière Mistouk, le Petit Mistouk, lac Labrecque, rivière aux Sables, lac Tchitogama, rivière des Aulnaies, rivière Shipshaw ;
- Côté sud : La Grande Décharge, La Petite Décharge, rivière Saguenay, rivière Mistouk ;
- Côté ouest : Rivière aux Chicots, rivière Noire, rivière à la Pipe, rivière Péribonka, rivière Taillon, lac Saint-Jean[2].

La rivière aux Harts prend sa source du côté est d’une zone de marais dans la municipalité de L'Ascension-de-Notre-Seigneur, à :
- 2,1 km au sud d’une petite baie de la rivière Péribonka ;
- 5,2 km au nord-ouest du centre du village de L'Ascension-de-Notre-Seigneur ;
- 12,2 km) au nord de l’embouchure de la rivière aux Harts ;
- 15,4 km au nord de l’embouchure du lac Saint-Jean (confluence avec la rivière Saguenay)[2],[4].

À partir de sa source, la rivière aux Harts coule sur 15,7 km, surtout en zones forestières et de marais, puis en zones agricoles, selon les segments suivants :
- 1,5 km vers le sud-est, jusqu’à la route du 5e rang Ouest ;
- 4,2 km vers le sud en passant du côté ouest du village L'Ascension-de-Notre-Seigneur, jusqu’à la route du 7e rang Ouest ;
- 4,1 km vers le sud-est en recueillant un ruisseau (venant du nord), jusqu’au chemin Saint-François (sens est-ouest) ;
- 4,3 km vers le sud en formant une courbe vers l'ouest en début de segment et un crochet vers l'est en fin de segment où le courant traverse une baie sur 1,0 km, jusqu’à la route 169 (avenue du Pont Nord) ;
- 1,6 km vers le sud-est en traversant une baie jusqu’à l’embouchure de la rivière[2].

La rivière aux Harts se déverse sur la rive nord de la Grande Décharge dans le secteur de Saint-Cœur-de-Marie qui est fusionnée à la ville d’Alma. La Grande Décharge est traversée vers l'est par la rivière Saguenay. Cette embouchure est située à :
- 2,2 km à l'ouest de l’embouchure de la rivière Mistouk (confluence avec La Grande Décharge) ;
- 0,7 km au sud-est du centre du village de Saint-Cœur-de-Marie ;
- 10,4 km au nord-ouest du centre-ville d’Alma ;
- 5,6 km au nord-est de l’embouchure du lac Saint-Jean ;
- 51,8 km au nord-ouest du centre-ville de Saguenay[2].

## Toponymie
Selon le Glossaire du parler français au Canada une hart serait une branche « dégarnie de ses feuilles et employée comme fouet, ou comme verge ». D'autre part, une hart-rouge serait un cornouiller stolonifère ». Le toponyme "rivière aux Harts" mentionné dans un rapport de 1886 de l'arpenteur William Tremblay est descriptif et correspond à une caractéristique particulière du cours d'eau,.
Le toponyme « rivière aux Harts » a été officialisé le 2 avril 1981 à la Banque des noms de lieux de la Commission de toponymie du Québec.